# Топонимия Ташкента

Ташкент. Схематическая карта.

## Топонимия Ташкента и Ташкентской области
В течение многих столетий на просторах Средней Азии изменялись природные, исторические, идеологические условия, господствующие языки, появлялись новые народы в результате переселений, ассимиляции местного населения. В результате этих факторов в современном Ташкенте и области образовалась пёстрая топонимия.
В топонимии региона нашло отражение воздействие арамейского (Нана́й), согдийского (Не́вич, Парке́нт), тюркских (Ташке́нт, Аксу́), китайского (Ош), монгольского (Бука́, Дурме́н), арабского (Пап), персидского (Шаш) и славянских языков (Солдатское, Майский) и даже составленные из различных языков гибриды (Красный Аксу́й, Бричмулла́).
По своему происхождению многие топонимы Средней Азии указывают на народы, ранее обитавшие на данной территории. Именно в силу исторических причин здесь обильно представлена ираноязычная топонимия, и до конца XVIII века среди географических названий преобладали таджико-персидские. Имеется вклад в топонимию Средней Азии тохарской культуры, которая не достаточно хорошо изучена, совсем мало изучена топонимия усуней, достаточно изучен монгольский топонимический пласт. Однако, существует мнение, что некоторые топонимы ошибочно приписываются монголам. По мнению исследователей основная масса тюркских названий относится к последним столетиям.
После утверждение советской власти в Туркестане многие улицы и площади Ташкенте получили названия отражающие коммунистическую идеологию.

Например, Соборная площадь стала называться Площадью имени Ленина, Кауфманский сквер получил название — Сквер Революции, Кауфманская улица была переименована в улицу Карла Маркса, Московская улица в улицу Энгельса, Ниязбекская улица в улицу Урицкого и т. п., а древняя площадь Эски Джува в старогородской части Ташкента была переименована в Площадь Калинина под предлогом того, что М. И. Калинин посещал эту площадь во время своего визита в Ташкент в 1930-е годы.

Ташкент. Центральная часть. 1932 год.

С 1991 году, после обретения Узбекистаном независимости, в стране происходила новая волна переименований, в результате которой многим улицам и площадям давали названия исторических местностей, национальных героев и поэтов.
Так, например, Площадь имени Ленина стала называться Мустакиллик Майдони (с узб. — «Площадью Независимости»), улицу Энгельса переименовали в Амир Темур кучаси (с узб. — «Проспект Амира Тимура»), а также вернули древнее название Эски Джува местности, где в советское время располагалась Площадь Калинина. Центральный сквер города получил название — Сквер имени Амира Тимура, в честь знаменитого среднеазиатского полководца и завоевателя.
В тоже время жители города некоторое время продолжали использовать старые названия наряду с новыми. Так было и советское время, когда, например, среди населения употреблялось древнее название площади «Эски Джува» вместе с официальным наименованием — «Площадь Калинина». А после сноса Собора на «Соборной площади» города и постройки на ней памятника Ленину, площадь получила официальное название «Площадь имени Ленина», однако, среди горожан она имела устойчивое неофициальное название — Красная площадь, которое все жители города и использовали по большей частью при бытовом общении. Также произошло и после переименований 1991 года, когда горожане не сразу привыкли к новым наименованиям. 
В списке ниже представлены урбанонимы Ташкента, которые иногда используются наряду с официальными названиями. 

## Урбанонимы Ташкента
- Академгородок — название массива Мирзо-Улугбекского района, в котором расположена основная часть научно-исследовательских институтов Академии Наук РУз, такие как Институт языков и литературы, Институт энергетики и автоматики, Институт истории, Институт ядерной физики, Институт генофонда растительного и животного мира, Институт общей и неорганической химии, Институт биоорганической химии, Институт химии растительных веществ, Институт ионно-плазменных и лазерных технологий.[2]
- Актепе́ (вариант Октепа, Актепа) — место расположения древнего городища[3] Актепе́, представляющего собой небольшие холмы. В переводе с узбекского на русский язык словосочетание ак тепа переводится как «белый холм». Как показали археологические исследования, проведенные в XX веке, укрепленное поселение на этом месте существовало в эпоху существования государства Чач в Ташкентском оазисе.
- Ахмад Югнаки — находится к северу от ТТЗ (Ташкентский Тракторный Завод).
- Бадамза́р (вариант Бодомзо́р) — название микрорайона города на левом берегу канала Бозсу на восток от улицы Амира Темура (бывшей Энгельса). Ориентировочно находящимся между Институтом связи (сейчас Ташкентский университет информационных технологий) и расположенным в этом районе Монетным двором. Топоним Бодомзор означает «место, где растет миндаль», от тадж. бодом — миндальное дерево + суф. -зор, образующего существительные со значением места.
- Бешага́ч (вариант Бешёгоч) — одна из четырёх даха (частей), на которые разделялся старый город Ташкента. Площадь, находящая на месте некогда (до 1890 года) существовавших здесь ворот городской стены, имевших то же название. В настоящее время рядом с площадью находится известный в городе базар, а также центральный вход в Национальный парк имени Алишера Навои, носивший ранее (до реконструкции) название «Парк имени Ленинского комсомола» («Комсомольское озеро»).
- Бота́ника — так в просторечии называлось место, где находился первый ботанический сад в Ташкенте — на левом берегу канала Анхор, сзади здания канцелярии генерал-губернатора и через дорогу (улица Узбекистанская) от здания Ташкентской крепости. Позднее, в начале 60-х годов XX века на этой территории был образован Парк им. Ю.Гагарина. Этот ботанический акклиматизационный сад был заложен в 1871 году ташкентским аптекарем и ботаником Краузе по инициативе Туркестанского отдела ИОЛЕАЭ в качестве «опытного сада для разведки местных дикорастущих растений, которые могли бы войти в садоводство или составляли бы интерес для ботанических садов». В этом саду было посажено около 300 видов дикорастущих растений с гор и других мест Туркестана.
- Бо́ткинское кладбище — историческое кладбище[4] в Ташкенте, расположенное за корпусами старого ТашМИ и железной дорогой.
- Болгарские огороды — поля, располагавшиеся по сторонам нынешней улицы Сарыкульской, являющейся продолжением улицы Хамида Мирсалихова, в свою очередь начинающейся прямо от железнодорожного моста рядом с центральным железнодорожным вокзалом города. Распространено мнение, что своё название это место получило вследствие того, что в конце 19-го — начале 20-го веков переселенцы из центральной России на этих полях выращивали овощи, не относящиеся к традиционным овощным культурам региона, например болгарский (сладкий) перец, помидоры и т. п. овощные культуры[источник не указан 147 дней]. По существующей среди окрестных жителей легенде наименование «Болгарские огороды» пошло от четырёх болгар, поселившихся там и имевших большие огороды[источник не указан 147 дней]. Позднее в конце 50-х — начале 60-х годов на этих полях начали строить новый микрорайон (жилмассив) двух-трехэтажных щитовых домов, получивший «по наследству» своё название — «Болгарские огороды», в просторечии — «Болгарка». Во второй половине 1980-х на месте промзоны рядом с заводом «Электроаппарат» был построен новый массив из 5-этажных и 9-этажных домов. Он получил также название «Болгарские огороды». В 1992 году проходившая рядом улица Гайдара был переименован в улицу Янгизамон и массив также получил после переименования название «Янгизамон».
- Вузгородок — название массива Алмазарского района в котором расположены крупнейшие ВУЗы страны — Национальный университет Узбекистана и Ташкентский Государственный Технический университет, а также филиал Туринского политехнического университета. Станция метро Беруни.
- Высоковольтный — название массива, граничащие с железнодорожной веткой на Чарвак и застроенные типовыми четырёх-, пятиэтажными домами. Название связано с линиями электропередач, что тянутся по окружающим его улицам. Ныне массив Ялангач (в честь мифического повелителя ветра у народов края Ялангач-ота[источник не указан 147 дней]). На территории массива расположены столичный институт культуры и теннисный комплекс.
- Греческий городок — так назывались места компактного проживания греков-политиммигрантов в Ташкенте, которых перевезли в Узбекистан после гражданской войны в Греции[5]
- Домбраба́дское кладбище — крупное кладбище в Ташкенте. Расположено в Чиланзарском районе города недалеко от станции метро Олмазор.
- Зелёный базар — место около перекрестка улиц 8-марта и Октябрят[6], рядом с бывшим кинотеатром «Шарк» (ранее кинотеатр «Восток»[7]). В этом месте находился базар. В 1996 году базар был закрыт, и его территория была отдана под Мирабадский Теплоузел.
- Камало́н-маза́р — Кладбище Камалон (Камалонское кладбище, вариант: Камаланское кладбище). Мусульманское кладбище в Ташкенте, расположенное недалеко от проспекта «Бунёдкор» (бывший проспект «Дружбы народов») и улицы «Самарканд-дарбаза», недалеко от канала Актепа.
- Карасарай (вариант Корасарой) — массив города в месте бывшего расположения одних из 12 ворот городской стены старого Ташкента с одноимённым названием. Современное название примыкающей к району улицы в Алмазарском районе города. В буквальном переводе с узбекского языка означает «черный дворец».
- Катарта́л (вариант Катортол) — улица, пересекающая весь Чиланзар. Возникла в XVIII веке как продолжение улицы Самарканд-Дарбоза (название, в переводе означающее Самаркандские ворота[8]). Слово Катартал в переводе означает «ивовая аллея» (узбекское слово тал означает дерево типа ивы).
- Кашга́рка — район в Ташкенте, находящийся в месте, где располагались пригороды старого Ташкента в районе Кашгарских ворот городской стены города по левому берегу канала Анхор.
- Куйлю́к — окраинный район на востоке-юго-востоке города на берегу реки Чирчик.
- Кукча — одна из четырёх даха (частей) старого Ташкента. Также название одних из 12 ворот городской стены. Одноимённый оросительный канал. Массив в Шайхантахурском районе города, в котором расположена одна из самых больших мечетей города с примыкающим к нему одноимённым кладбищем.
- Лабзак — местность и одноимённый район вокруг неё в Ташкенте к северу от центральной части города, в котором располагались городские ворота с аналогичным названием. Во время Великой Отечественной войны в этом районе в короткое время был построен авиационный завод на базе авиационных предприятий эвакуированных из европейской части России.
- Минг Урик — буквально «тысяча урюков» древнее городище, предположительно датируемое I веком н. э. на берегу канала Салар. В настоящее время архитектурный памятник, находящийся под охраной государства.[9]
- Обу́ховский сквер — сквер в Ташкенте на Кашгарке, находившийся на пересечении улицы Лахути (ранее улица Обуха) и улицы Демьяна Бедного. После землетрясения 1966 года весь этот район города был перестроен, Обуховский сквер не сохранился. В настоящее время в этом месте пролегает улица А. Навои.
- Окружной дом офицеров, до 1917 года — Офицерское собрание. Здание дома офицеров и парк расположены на перекрестке улиц Амира Темура (бывшая Энгельса, до 1917 года — Московская) и академика Сулеймановой (бывшая Братская, Сталина (до 1962 года), Воронцовский проспект (до 1917 года)). На этом месте на берегу реки Чаули находился первый военный лагерь русских войск в Ташкенте.
- Перву́шка — название прилежащих к современному винзаводу улиц. Назван по имени русского купца Ивана Ивановича Первушина, в 1866 году основавшего на этом месте винокурню;
- Рабочий городок — район в северной части города, за Лабзаком, в котором были во время Великой Отечественной войны построены жилые дома для рабочих ташкентского авиационного завода № 84 (впоследствии получившего название — Ташкентское авиационно-производственное объединение имени В. Чкалова — ТАПОиЧ), образованного на базе эвакуированных во время войны авиационных заводов из европейской части центральной России (в частности из подмосковных Химок);
- Сарыку́лька — район за железной дорогой и центральным железнодорожным вокзалом, прилегающий к улицам Хами́да Мирсали́хова и Сарыку́льской, так как ранее улица Мирсалихова также называлась Сарыкульской. Возможно, что ещё до начала в этом районе строительства здесь существовали естественные водоемы, о чём свидетельствует само название района, так сарыкуль в переводе означает «желтое озеро».
- Свято-Успенский кафедральный собор — расположен на улице Госпитальной рядом со старой территорией Военного госпиталя недалеко от центрального железнодорожного вокзала. В настоящее время собор является кафедральным собором Ташкентской епархии, то есть главным храмом Ташкентской епархии.
- Самарканд-Дарвоза (вариант Самарканд-Дарбоза) — «Самаркандские ворота» наименование местности в Ташкенте, где находились ворота городской стены Ташкента на дороге, ведущей в Самарканд. По названию местности названа прилегающая улица, идущая до площади Актепе.[10]
- Себзар (вариант Себзор) — один из четырёх исторических районов даха старого города и название улицы в Ташкенте. Означает «яблоневый сад» от тадж. себ — яблоня + суф. -зор.
- Сергели́ (вариант Сирг’али) — район на юге Ташкента. В 1966 году после землетрясения в этом пригородном (на тот момент) районе города на свободных от какой-либо застройки землях началось массовое жилищное строительства для переселения жителей Ташкента из домов, пострадавших от землетрясения. Позже стал одним из районов города. По мнению местных краеведов, местность получила своё название Сергели в связи с тем, что, как писалось когда-то в местных газетах, «в Ташкентском уезде поселились степные киргизы (казакъ) разных родов, особенно рода „сергеле“, которые являются недавними пришельцами из Чимкентского уезда».
- Северо-Восток — местное название массива по его географическому расположению, граничащие с железнодорожной веткой на Чарвак и застроенные типовыми четырёх-, пятиэтажными домами. Ныне называется Феруза в честь камня бирюзы[источник не указан 147 дней].
- Сквер КОР — сквер Железнодорожников, в настоящее время носящий название — ПКО Темирйулчилар (с узб. — «Железнодорожники»). Получил название (Сквер КОР) из-за расположенного рядом — Клуба им. Октябрьской революции (КОР). Здание клуба (первоначально дом культуры рабочих железнодорожных мастерских) располагалось по другую сторону железнодорожной ветки от района Тезиковка в конце улицы Железнодорожной (ныне Темирйулчилар), идущей от центрального железнодорожного вокзала. В 2008 году на месте сквера Железнодорожников был построен Железнодорожный колледж.

Ташкент. Памятная стела над братской могилой 14-и Туркестанских комиссаров в сквере имени Кафанова

- Алекса́ндровский сквер (варианты названия: Алекса́ндровский сад, Алекса́ндровский парк) — сквер в центре современного Ташкента, находившийся на пересечении нескольких основных транспортных магистралей города. На территории этого сквера в ноябре 1917 года были похоронены жертвы октябрьских боев в Ташкенте[11]. На территории этого сквера позже также был захоронен прах 14-и Туркестанских комиссаров, убитых во время Осиповского мятежа в январе 1919 года. В советское время получил название Сквер им. Кафанова, так как в 1923 году здесь был похоронен М. П. Кафанов — председатель Центральной Контрольной Комиссии Компартии Узбекистана. Здесь же позже был похоронен первый Председатель Президиума ЦИК Узбекистана (1925—1938) и председатель Президиума Верховного Совета Узбекской ССР (1938—1943) — Юлдаш Ахунбабаев, первый узбекский генерал Сабир Рахимов, известный узбекский поэт Хамид Алимджан и один из основателей Ташкентского государственного университета и его ректор А. Л. Бродский. Позднее в сквере на месте захоронений был открыт мемориал и памятная стела. В семидесятые годы XX века на части территории этого сквера было построено новое здание Музея искусств Узбекистана, а участок с могилами революционеров и партийных деятелей был назван «Сквером Коммунаров». В 1962 году на месте захоронения Туркестанских комиссаров в сквере им. Кафанова был открыт «Вечный огонь». В 2000 году обелиск на месте захоронения комиссаров в сквере им. Кафанова был демонтирован, а прах комиссаров был перезахоронен на коммунистическом кладбище Ташкента. В начале 2008 года территория сквера была перепланирована, и в нём был установлен памятник узбекской советской поэтессе — Зульфие. 24 августа 2018 года на сквере был установлен бюст Якуба Коласа, проживавшего в Ташкенте в 1941—1943 годах[12]. Сквер[13] и прилегающая к нему улица были переименованы в честь белорусского писателя и поэта[14].
- Тахтапу́ль (вариант Тохтапуль) — наименование места в Ташкенте, где до 1890 года находились ворота городской стены Ташкента с таким же названием. В настоящее время ориентировочным центром этого места является здание 3-го родильного дома. Своё название (тохта — в переводе с узбекского языка означает — «стой», а пул — «деньги») ворота предположительно получили, потому, что здесь наиболее интенсивно взималась плата (налог за въезд в город) сборщиками налогов (закотчи) со въезжающих в город купцов, так как эти, а также Кашгарские ворота, являлись основными воротами, через которые в город входили караваны, идущие из Кашгара по древнему отрезу Великого Шёлкового пути. Существует и иная версия происхождения этого названия: в староузбекском языке слово пули означало мост, а слово тахта переводится как «деревянный» (настил из досок). Таким образом, словосочетание тахтапули (позднее трансформировавшееся в слово тахтапуль) могло означать по смыслу «деревянный мост», который мог существовать в этом месте в давние времена[источник не указан 147 дней].
- Тезико́вка — район Ташкента, в котором ещё с дореволюционного времени располагался вещевой и «птичий» рынки.
- Урда́ — так назывался район старого города, от места пересечения улицы Навои (когда-то улица Шайхантахурская) и канала Анхор (Урдинский мост через канал). Этимология слова по-видимому связана с тем, что здесь находилась военная цитадель в составе городской стены старого города.
- Учтепа — исторический район города Ташкента, расположенный между каналами Кукча и Бозсу. В переводе с узбекского языка означает «три холма». По названию исторической местности был назван современный Учтепинский район города[10].
- Хадра́ (вариант Ходра́) — старинная, средневековая площадь, сохранившаяся в значительно изменённом виде до наших дней, являвшаяся одним из архитектурно-планировочных центров Старого города. Рядом с площадью находился городской базар, традиционно являвшийся центром общественно политической жизни средневекового Ташкента. За несколько столетий базар мигрировал в сторону площади Чорсу́, рядом с которой находится современный рыночный комплекс и станция метрополитена.
- Чапан-Ота — место в районе Чиланзар между кварталами 10, 13, 14, 15, в 1960-х годах была застроенная одноэтажными домами с дувалами вдоль многочисленных арыков с чигирями (водокачными кругами). До 1966 года вся местность к района Чапан-Оты была засажена садами, в этом районе (13 −15 кварталы) располагались детские пионерские лагеря «Звёздочка», «им. Ю. А. Гагарина», «Энергетик» и другие… В 70-х годах началась массовая застройка 4-5-этажными домами.
- Черданцева — массив, где появились первые девятиэтажные дома[источник не указан 147 дней]. Застройка массива велась с 60-х годов XX века вдоль нынешнего проспекта Мирзы Улугбека. Назван он был в честь экономиста-географа, одного из первых ректоров Ташкентского университета, академика Академии наук и заслуженного деятеля науки и техники Узбекистана, который руководил созданием первых народнохозяйственных планов республики. Ныне носят названия исторических местностей Буз-1 и 2.
- Чигатайское кладбище — узбекское кладбище нового типа, то есть с элементами, присущими европейским кладбищам — наличие скульптурных надгробий и т. п., созданное в 1927 году в Ташкенте по проспекту Фараби, площадью в 5 га.
- Чиланза́р (вариант Чилонзор) — юго-западная часть Ташкента, застроенная многоэтажными домами, с которых началась эпоха массовой застройки Ташкента, в том числе и панельными домами. Относительно названия — Чиланзар в научных кругах существуют различные мнения. Одна из версий связывает появление этого названия с зарослями чилона — лекарственной разновидностью дикой джиды, терпкие оранжевые ягоды которой напоминают маленькие финики. Вся местность к юго-западу от средневекового Ташкента была засажена этим растением.
- Чорсу́ — старинная средневековая площадь города. Название происходит от перс. «چارسو»‎ (чорсу) — «перекресток четырёх базаров»[15], или «четырех рек(каналов)». Одна из трех старинных центральных площадей (Чорсу, Ходра и Эски-Джува) «старого» города. В центре треугольника, образованного этими площадями, находилась возвышенность послужившая по существующей легенде исходной точкой строительства города в IX веке арабским эмиром[16] Яхья ибн Асадом[источник не указан 147 дней]. Исторической достопримечательностью площади в настоящее время является здание медресе Кукельдаш XVI века.
- Шейхантау́р (вариант Шайхантахур) — мавзолейный комплекс шейха Ховенди ат-Тахура (Шейхантаура), давший название одноимённому историческому району даха старого города, располагавшемуся вокруг и современному туману (району) города. Мавзолейный комплекс Шейхантаур один из важнейших архитектурных древних памятников Ташкента, расположенный в центре современного города на улице Навои.
- Шумиловский городок — территория между станцией метро Дустлик и Куйбышевским шоссе (ныне «Фаргона йули» — «Ферганское шоссе»). Первоначально — в середине 20-х годов XX века строился как поселок для семей железнодорожников и назывался Жилищное объединение «Гудок». Потом получил название в честь председателя Ташкентского Совета Н. В. Шумилова — одного из комиссаров-большевиков Туркестана, расстрелянного во время антисовесткого мятежа в Ташкенте в январе 1919 года. Затем в поселке стали строиться дома для военных, в связи с чем он получил неофициальное наименование «Военка». Ныне поселок имеет наименование — Пулемас шахарчаси.